# Астрономія в Південно-Африканській Республіці
Першою обсерваторією країни була Королівська обсерваторія на мисі Доброї Надії, заснована в 1820 році. Республіканська обсерваторія була заснована в 1903 році. Ці дві обсерваторії діяли до 1972 року. Обсерваторія Бойден була заснована в 1889 році і залишається активною сьогодні. Південноафриканська астрономічна обсерваторія була заснована в 1972 році, і сьогодні в ній розміщено Великий південноафриканський телескоп.
Радіоастрономічна обсерваторія Хартбістхук була відкрита в 1961 році. Радіотелескоп KAT-7 в Північній Капській провінції був введений в експлуатацію в 2012 році. В тій самій провінції знаходиться MeerKAT, частина південноафриканських радіоастрономічних обсерваторій.
У Південній Африці розташовано один із двох майданчиків Радіоантини площею у Квадратний Кілометр. Інший майданчик знаходиться в Австралії.
Браян Ворнер, південноафриканський астроном, був віце-президентом Міжнародного астрономічного союзу з 2003 по 2009 рік, потім його співвітчизник Рене Краан-Кортевег обіймав ту ж посаду з 2012 по 2018 рік. У 2024 Генеральна асамблея Міжнародного астрономічного союзу відбудеться в Кейптауні.